# نیکاراگوئه در المپیک تابستانی ۲۰۲۴
کاروان المپیکی نیکاراگوئه، یکی از کاروان‌های شرکت‌کننده در بازی‌های المپیک تابستانی ۲۰۲۴ بود. این دوره از بازی‌ها از ۲۶ ژوئیه تا ۱۱ اوت ۲۰۲۴ (۵ تا ۲۱ امرداد ۱۴۰۳ خورشیدی) به میزبانی پاریس، پایتخت فرانسه برگزار شد. این حضور، پانزدهمین تجربه کاروان نیکاراگوئه در المپیک بود. این کاروان پس از نخستین حضور در المپیک ۱۹۶۸، در همه‌ی ادوار المپیک به جز المپیک ۱۹۸۸ سئول در پی حمایت از تحریم کره شمالی، شرکت کرده است. این کاروان متشکل از ۶ زن و ۱ مرد بود که از دید نسبت ورزشکاران زن به مرد،‌ بی‌همتا بود.

## شرکت‌کنندگان
فهرست زیر به ورزشکاران این کاروان اشاره دارد.
| ورزش        | مردان | زنان | مجموع |
| ----------- | ----- | ---- | ----- |
| دو و میدانی | ۰     | ۱    | ۱     |
| جودو        | ۰     | ۱    | ۱     |
| روئینگ      | ۰     | ۱    | ۱     |
| تیراندازی   | ۰     | ۱    | ۱     |
| موج‌سواری    | ۰     | ۱    | ۱     |
| شنا         | ۱     | ۱    | ۲     |
| مجموع       | ۱     | ۶    | ۷     |